# Jack Chick
Jack Thomas Chick, född 13 april 1924, död 23 oktober 2016, var en amerikansk illustratör och serietecknare, känd för sina kristna traktat ("Chick tracts"). Enligt Chick Publications har Chicks skrifter spritts i mer än 900 miljoner exemplar.
Under skoltiden var Chick intresserad av skådespeleri och studerade vid Pasadena Playhouse. Han återvände dit efter att ha tjänstgjort i armén under andra världskriget och träffade där Lola Lynn Priddle, som han gifte sig med. Under sin smekmånad blev han pånyttfödd kristen efter att ha hört ett kristet radioprogram. Han jobbande sedan för AstroScience Corporation. Innan han började publicera kristna skrifter hade han en serie, Times Have Changed?.   Chick publicerade sin första traktat, Why No Revival? 1960. Några år senare grundade han Chick Publications. Förutom små häften med evangelistiska budskap publicerade han även seriealbum. 1972 anlitade han illustratören Fred Carter (1938-2022) som sedan dess illustrerat många av Chicks berättelser anonymt. Carter skapade också de målningar som syns i Chick Publications film The Light of the World (2003).
Många av Chicks traktat och serier är starkt kritiska till katolicism, frimurare, islam, evolutionsläran och homosexualitet. Inte minst hans anti-katolska skrifter var fyllda med konspirationsteorier.  Han var även anhängare till King James Only-rörelsen, som anser att King James Version är den enda korrekta bibelöversättningen.
Chick levde ett tillbakadraget liv. Enligt New York Times gav han inga intervjuer efter 1975 och ska ha valt serier som medium för att han var för blyg för att evangelisera på annat sätt.